# روبرت ساپونجیان
روبرت ساپونجیان ( انگلیسی: Robert Sabonjian؛ ۱۹۱۶ – اوت ۱۹۹۲) سیاستمدار ارمنی‌تبار اهل ایالات متحده آمریکا بود که بین سال‌های ۱۹۵۷ تا ۱۹۷۷ شش مرتبه شهردار وائوکگان، ایلینوی بود.

## زندگی‌نامه
وی در ۱۹۱۶ در وائوکگان، ایلینوی به دنیا آمد . وی در اوت ۱۹۹۲ در سن ۷۶ سالگی در اثر سکته مغزی شدید درگذشت.